# Кунгас
Кунгас — разновидность парусных судов с малой осадкой рыболовецкого или транспортного назначения, которые часто встречаются на Дальнем Востоке. Для кунгаса типично иметь ломаные в поперечном сечении обводы, форштевень с большим наклоном к воде и транцевую корму с навесным рулём. Грузоподъёмность от 20 до 50 тонн, полная длина 12 — 22 метра, осадка 0,5 — 1,3 метра, высота по борту 1 — 1,8 метра, ширина 2,5 — 5,7 метров.
Советский исследователь Александр Формозов описывает кунгас как «плоскодонную китайскую лодку с обрубленной кормой и носом, галанят на ней двое, у каждого по веслу…»